# Shimoji-jima
Shimoji-jima (japanisch 下地島) ist die Nachbarinsel von Irabu-jima. Sie gehört zu den Miyako-Inseln und liegt in der Präfektur Okinawa (Japan).

## Geografie
Shimoji-jima besitzt eine Fläche von 9,68 km² und ist relativ flach, wobei die Klippen im Westen bis zu 21,6 m hoch sind.
Shimoji-jima ist von der Nachbarinsel Irabu-jima durch einen flussähnlichen Riss getrennt und über sechs Brücken mit dieser verbunden.
Auf ihr befindet sich der Flughafen Shimoji-shima. Administrativ gehört die Insel zum Ortsteil Irabu der Gemeinde Miyakojima.